# Рачиба, Алексей Иванович
Алексей Иванович Рачиба (укр. Олексій Іванович Рачіба; 24 декабря 1979) — украинский футболист, полузащитник.

## Биография
Начал профессиональную карьеру в днепропетровском «Днепре». В чемпионате Украины дебютировал 26 мая 1998 года в матче против симферопольской «Таврии» (1:1), Рачиба вышел на 86 минуте вместо Сергея Беспалыха. Также Алексей играл за «Днепр-3» и «Днепр-2». Летом 2002 года был отдан в аренду луганской «Заре», клуб тогда выступал во Второй лиге. Вторую половину сезона 2002/03 провёл в иванофранковском «Спартаке». Летом 2003 года перешёл в «Крымтеплицу» из Молодёжного. В команде во Второй лиге дебютировал 2 августа 2003 года в матче против белоцерковской «Роси» (2:2), в этом матче Рачиба отличился забитым голом на 81 минуте. Всего в команде провёл 52 матча и забил 11 мячей — это 4 показатель результативности клуба. Весной 2006 года перешёл в симферопольский «ИгроСервис», в котором провёл 50 матчей и забил 4 мяча. Зимой 2008 года перешёл в луганский «Коммунальник», вместе с командой выиграл Вторую лигу 2007/08 и вышел в Первую лигу. Но вскоре клуб прекратил своё существование и всем игрокам был присвоен статус свободных агентов.

## Достижения
- Победитель Второй лиги Украины (4): 1999/00, 2002/03, 2004/05, 2007/08
- Бронзовый призёр Второй лиги Украины: 2003/04